# 杜阿爾特·努諾
杜阿爾特·努諾（葡萄牙語：Duarte Nuno Fernando Maria Miguel Gabriel Rafael Francisco Xavier Raimundo António，1907年9月23日—1976年12月24日），布拉干薩公爵，1932年曼紐二世逝世後成為葡萄牙王室家族首領。

## 家庭
1942年，杜阿爾特與巴西女皇儲伊莎貝爾的孫女瑪麗亞·法蘭西絲卡結婚，共有三個兒子：
- 杜阿爾特·皮奧王子（1945年—），1976年繼位為布拉干薩公爵和王室家族首領
- 米格爾王子（1946年—），維塞烏公爵
- 恩里克王子（1949年—2017年），科英布拉公爵